# 米澤正弘
米澤 正弘（よねざわ まさひろ、1963年 - ）は、株式会社朱雀代表取締役。
元ヒューマンの開発部長。ヒューマン時代はサウンド、プランニング等を経て開発部長として『フォーメーションサッカー』『ヒューマングランプリ』『ファイヤープロレスリング』『クロックタワー』『爆走デコトラ伝説』等のプロデュースをしていた。
ゲームに関わる前はミュージシャン活動をしていた。
| スタブアイコン | サブスタブ | この項目は、まだ閲覧者の調べものの参照としては役立たない、人物に関連した書きかけの項目です。この項目を加筆・訂正などしてくださる協力者を求めています（P:人物伝/PJ:人物伝）。 |